# Josef Cembran
Die Weinkellerei Josef Cembran in Linz ist ein traditionsreiches Familienunternehmen. Die Kellerei befindet sich zwischen Bauernberg und „Märzenkeller“ an der Kellergasse 6.

## Geschichte

Weinkeller Josef Cembran (1897)

Der Gründer Josef Cembran stammte ursprünglich aus Cembra im Trentino. Nachdem er seinen Militärdienst im kaiserlichen Heer absolviert hatte, gründete er 1897 in Linz eine Südtiroler Weinstube in der Klammstraße.
1904 kaufte er eine Kelleranlage am Bauernberg, die in die Römerzeit zurückreicht. Dies ist der heutige Unternehmenssitz. Cembran wurde erfolgreich und 1907 zum Lieferanten für Messwein der Diözese Linz vereidigt. Aber nicht nur hohe Herren in Linz und der Umgebung wurden von der Weinkellerei Cembran versorgt, sondern auch der kaiserliche Hof bei Wien. Für seine Verdienste und auf Grund der hohen Qualität der Erzeugnisse erhielt er 1908 den Titel eines „k.u.k. Hoflieferanten“ verliefen.
Trotz des Ersten Weltkrieges und dem Zusammenbruch der Doppelmonarchie konnte das Unternehmen weiter bestehen. In den 1920er Jahren ließ Cembran das Wohn- und Betriebsgebäude von Fritz Fanta, einem Schüler von Otto Wagner, im Spät-Jugendstil errichten.
Während des Zweiten Weltkrieges öffnete Cembran seine Pforten für Schutzsuchende vor Bombenangriffen, die am Keller angebundenen Cembranstollen konnten ungefähr 4.000 Personen unterbringen. Die Fräsmaschine zum Graben der Stollen kann bis heute besichtigt werden.
Das Unternehmen konnte sich in den Nachkriegsjahren wieder erholen. Der designierte Nachfolger Josef Cembran jun. erlernte das Weinhandwerk früh. Praxis erlernte er in Betrieben in Frankreich und Italien, Theorie erlernte er in Kellerwirtschaft und Önologie an der Weinbauschule in Klosterneuburg. Er hatte Welthandel an der Universität Florenz und im Stift Kremsmünster studiert. 1963 trat Josef Cembran jun. in die Weinkellerei ein und baute sie weiter aus. Der Keller wurde in den 1980er Jahren auch für die Nutzung für private und Firmenfeiern umgebaut.
Der Nachfolger Romano Cembran maturierte am Bundesrealgymnasium Honauerstraße in Linz und leistete danach seinen Präsenzdienst. Er studierte Weinmanagement in Krems und arbeitete danach bei Weinbetrieben im Napa Valley, Kalifornien. Im Jänner 2000 wurde er zum Prokuristen und handelsrechtlicher Geschäftsführer der Weinkellerei ernannt. Josef Cembran jun. trat am 1. August 2001 in den Ruhestand, Betrieb und Liegenschaft wurden somit an Romano Cembran übergeben. Er selber hat einen Sohn Fabio (* 29. Jänner 2001).

## Weinkellerei und Produkte
Die Weinkellerei stammt aus römischen Zeiten und ist rund um die Woche außer sonntags geöffnet. Das Backsteingewölbe ist bis zu 12 Meter hoch und kann bis zu 400 Personen für verschiedene Anlässe wie Feiern, aber auch für Techno/Drum-and-Bass-Partys fassen.
Abgefüllt werden hauptsächlich österreichische Weine, die Traubensorten kommen aus verschiedenen Weinbaugebieten. Für den selbstgefüllten Hohenwarther Grünen Veltliner stammen die Trauben für den Rheinriesling, Rivaner, Sauvignon Blanc, Welschriesling, Zweigelt, Blauburger und Blauen Portugieser aus Pöttelsdorf, Schrattenberg und Rust. Zusätzlich werden französische wie Pinot nero, Bordeaux und italienische Importweine wie Chianti angeboten.